# Zbyněk Petráček
Zbyněk Petráček (* 1959) je český novinář.

## Životopis
V letech 1978 až 1983 vystudoval geografii na Přírodovědecké fakultě UK v Praze. Před listopadem 1989 byl signatářem Hnutí za občanskou svobodu a Charty 77, přispíval do samizdatového tisku a působil jako redaktor magazínu Revolver Revue a novin Sport. V letech 1990 až 2007 pracoval v týdeníku Respekt jako komentátor a vedoucí zahraniční rubriky, v letech 1990 až 2001 byl i zástupcem šéfredaktora. Od roku 2007 je komentátorem deníku Lidové noviny.
Společně s Jaroslavem Jírů a Janem Jůnem získal Cenu Ferdinanda Peroutky za rok 1999.
Ve svých komentářích vyjadřoval podporu Izraeli během války v Pásmu Gazy.